# Геологічна служба США

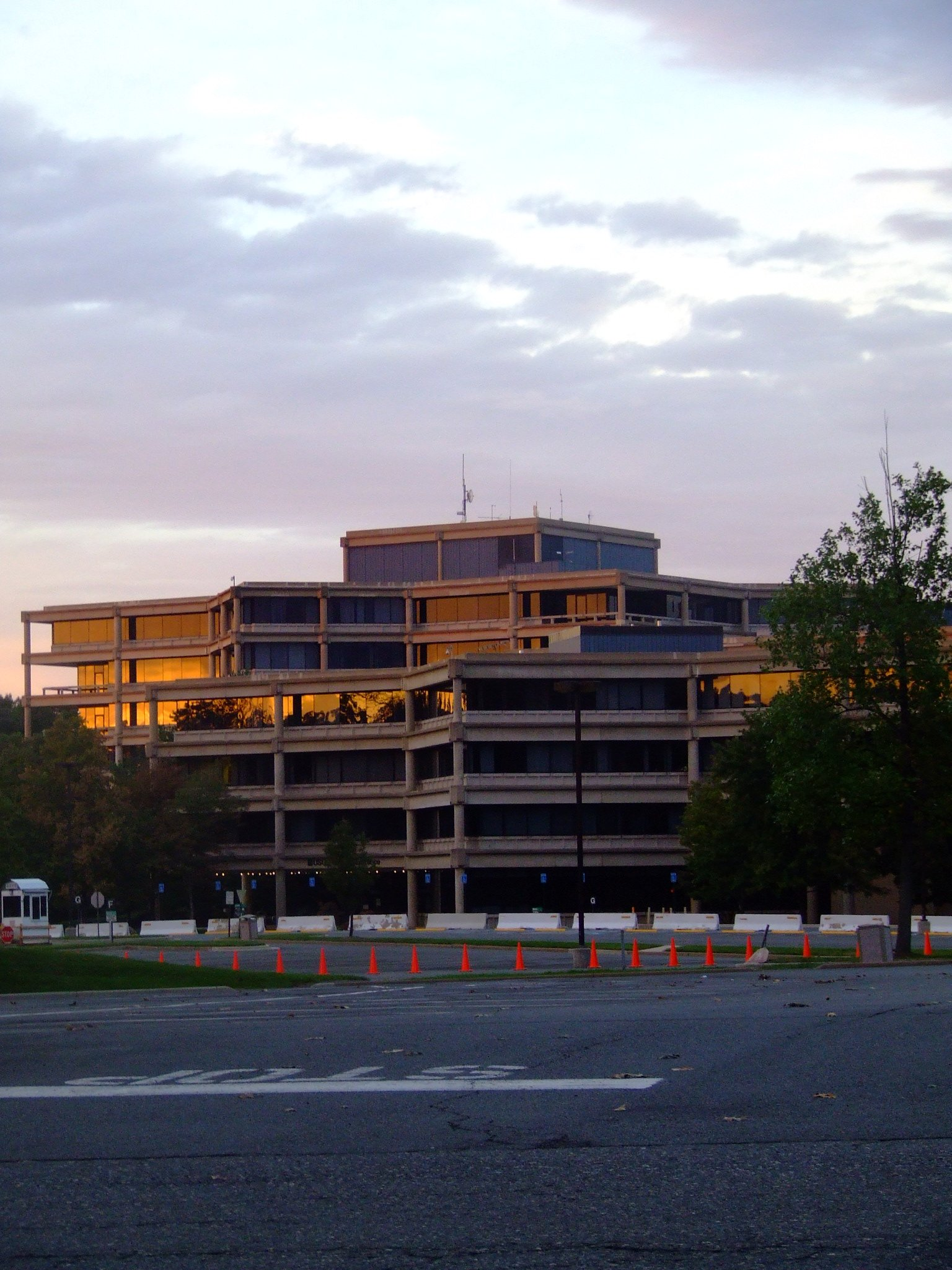
Офіс у Рестоні, Вірджинія

Геологічна служба США (англ. USGS — United States Geological Survey) — науково-дослідна урядова організація США, яка спеціалізується в таких науках, як біологія, географія, геологія, гідрогеологія. Найважливіша сфера досліджень USGS стосується США, зокрема, розвідки корисних копалин у країні.
Геологічну службу США утворено 1879 року. Головний офіс — у Рестоні (штат Вірджинія). Два провідні відділи — у Денвері (Колорадо) та Менло Парк (Каліфорнія). В USGS працює близько 10 тис. осіб.